# Manuel Cubeles i Solé
Manuel Cubeles i Solé (Barcelona, 25 de desembre del 1920 - La Garriga, 19 de desembre del 2017) va ser un coreògraf i un important promotor de la llengua i la cultura popular catalanes. Va participar en les primeres emissions radiofòniques i televisives en català durant el franquisme.

## Biografia
Va néixer el dia de Nadal a Barcelona, fill d'un pastor de la Terra Alta, que s'havia instal·lat a la capital com a negociant de carbó. De petit assistia al Centre Social de Betlem, on va aprendre la rítmica de Jaques Dalcroze i va iniciar-se en la dansa tradicional catalana amb el mestre Joan Bial a l'Esbart Folklore de Catalunya. També va estudiar a l'Institut de Rítmica i Plàstica Joan Llongueres de l'Orfeó Català. Estudià comerç i comptabilitat i va entrar d'aprenent a la Fundació Bernat Metge on va amistar-se amb Pompeu Fabra i conèixer Francesc Cambó, que li van despertar el seu interès per la cultura. Combinava el seu treball amb estudis de música al Centre social de Betlem i a l'Acadèmia Cots.
Va combatre a la Guerra Civil amb la lleva del biberó al XVIII Cos d'Exèrcit i va tornar del front de Balaguer després de ser ferit de bala a la cama dreta. El doctor Josep Trueta va evitar haver d'amputar-li la cama, però va quedar coix per sempre i no va poder tornar a ballar. Això no va impedir que es desenvolupés com un ardent defensor de la cultura popular.
El 1945 fou fundador de l'Esbart Verdaguer, esbart que dirigí fins al 1953. El reconeixement a la seva tasca, que equiparaven als ballets russos, el va dur a poder dirigir l'esbart en unes escenes amb coreografia real en un llargmetratge d'animació produït a Barcelona: Érase una vez (1949). Un any després de deixar l'Esbart Verdaguer fundà l'Esbart de Sarrià. Col·laborà en la fundació de l'Obra del Ballet Popular el 1948, des d'on ha treballat en la investigació, creació i recuperació de les danses tradicionals catalanes. Aquests grups també van servir com a revulsiu cultural a l'entorn de les quals s'hi reuniren personalitats de l'època com Aureli Maria Escarré, Salvador Millet i Maristany, Josep Benet i Morell, Joaquim Serra i Corominas, Agustí Borgunyó, Lluís Moreno i Pallí, Alexandre Cirici i Pellicer, Josep Mainar o Jaume Picas. A la dècada de 1990 col·laborà amb l'Esbart Marboleny de Les Preses. juntament amb la musicòloga Pilar Lòpez.
Manuel Cubeles no es considerava un home de teatre sinó de dansa. Tot i això, va formar part de diverses produccions teatrals. Entre els anys 1954 i 1963 va estar vinculat a l'Agrupació Dramàtica de Barcelona per normalitzar i visibilitzar el teatre en llengua catalana. Per finançar l'activitat de l'agrupació va impulsar L'alegria que torna, un conjunt de funcions benèfiques de teatre català, d'autors com Santiago Rusiñol, Emili Vilanova, Joan Oliver, Ramon Folch i Camarasa o Ferran Soldevila. Destaca L'auca del senyor Esteve, estrenada el 4 de juny de 1956 al Gran Teatre del Liceu sota la direcció Pau Garsaball i el mateix Cubeles, que es va cuidar també de la coreografia de l'espectacle.
Va dirigir el muntatge escènic de diverses obres teatrals i la coreografia de nombroses danses populars. Promogué també les primeres emissions en català per televisió (Mare Nostrum i Teatre Català) i, des del 1969, treballà a la ràdio en les primeres emissions en català durant el franquisme i després a Ràdio 4. El 1990 va rebre la Creu de Sant Jordi.

## Producció coreogràfica
Cubeles produí una gran quantitat de ballets, estrenats a l'Esbart Verdaguer, l'Esbart de Sarrià i l'Esbart Marboleny.
- La quadrilla de Granollers (1944-1948)
- La bolangera de Ribera de Cardós (1948)
- La disfressada de Sant Vicenç dels Horts (1948)
- La filosa de Banyoles (1948)
- El ball de nans d'Olot (1948)
- La gala de Campdevànol (1948)
- L'eixida de Tàrrega (1949)
- El contrapàs del Maresme (1949)
- La Muixeranga d'Algemesí (1949)
- La bella Miralda (1949)
- El maridet (1921-1950)
- El ball de fallaires (1950)
- Treure ball de Terrassa (1952)
- Tríada mallorquina (1952)
- Les danses de Vilanova (1955)
- La gallarda del pou de Cornellà (1955)
- La dansa de Pineda (1955)
- Ball de gitanes de l'Arboç (1956)
- Danses de la Mare de Déu del Roser (1957)
- La dansa de la llibertat de Taradell (1993)
- Retaule de la Passió i Cant Espiritual (2000)
- Saturnals o l'absurd de la disbauxa (2001)
- Ball cerdà de la Seu d'Urgell (sense data)
- Rapsòdia valenciana (sense data)